# Селецкий сельсовет (Костюковичский район)
Селе́цкий сельсовет — административная единица на территории Костюковичского района Могилёвской области Белоруссии.

## Состав
Селецкий сельсовет включает 14 населённых пунктов:
- Алексеевка — деревня.
- Алесенково — деревня.
- Дворецкая Буда — деревня.
- Журбин — деревня.
- Журбинская Буда — деревня.
- Зоевка — деревня.
- Колосовка — деревня.
- Плоское — деревня.
- Разрытое — деревня.
- Сафоновка — деревня.
- Селецкое — агрогородок.
- Смольки — деревня.
- Смольковская Буда — деревня.
- Фроловка — деревня.

Упразднённые населённые пункты на территории сельсовета:
- Мартиновка[1] — деревня.
- Привалов — деревня.

## Территория и население
Территория Селецкого сельсовета расположена в северо-восточной части Костюковичского района, и занимает площадь 11542 га. Административным центром сельсовета является агрогородок Селецкое, расстояние от которого до города Костюковичи — 30 км.
По территории сельсовета протекает речка Зубр, проходит автомобильная дорога Сураж — Костюковичи и железная дорога Унеча — Кричев.

## Промышленность и сельское хозяйство
На территории сельского Совета действует СПК «Селецкое»

## Образование и культура
Образование представлено в двух микрорайонах, за которыми закреплены:
- УО «Селецковский УПК ясли-сад — средняя школа Костюковичского района» — агрогородок Селецкое

Культурное обслуживание населения осуществляют Селецковский дом культуры, Смольковский сельский клуб-библиотека, Селецковская сельская библиотека.
На территории сельского Совета установлено 10 памятников и обелисков воинам, погибшим в годы Великой Отечественной войны 1941—1945 г.г

## Здравоохранение
Медицинское обслуживание осуществляется сельской врачебной амбулаторией в агрогородке Селецкое, фельдшерско-акушерским пунктам в деревне Смольки. Селецковская врачебная амбулатория обслуживает население, проживающее в деревнях: Колосовка, Сафоновка, Дворецкая Буда, Селецкое, Алесенково, Алексеевка, Плоское, Зоевка, Фроловка.
Смольковский фельдшерско-акушерский пункт обслуживает население деревень Смольки, Смольковская Буда, Разрытое, Журбинская Буда.

## Сфера услуг
Торговое обслуживание обеспечивается магазинами Костюковичского райпо. В населенные пункты Колосовка, Сафоновка, Дворецкая Буда, Алесенково, Зоевка, Плоское, Алексеевка, Фроловка, Смольковская Буда, Разрытое, Журбинская Буда — организован заезд автолавки.
Бытовое обслуживание на территории сельского Совета осуществляется комплексно-приемным пунктом, который расположен в агрогородке Селецкое.
На территории сельсовета работают отделения связи в агрогородке Селецкое и деревне Смольки. Также имеется филиал АСБ «Беларусбанк» в агрогородке Селецкое. Телефонная связь поддерживается с использованием 2 сельских автоматических телефонных станций Костюковичского РУЭС.

## Жилищно-коммунальная сфера
Жители агрогородка Селецкое обеспечены природным газом, жители остальных населенных пунктов обеспечиваются сжиженным газом в баллонах путём централизованного завоза.
На территории сельсовета насчитывается 111 шахтных колодцев для питьевой воды.
Имеются два мини-полигона и шесть площадок для временного складирования твердых бытовых отходов.